# Nassau Hall
Nassau Hall é o principal edifício administrativo da Universidade Princeton, Princeton, Nova Jérsei. Não obstante ser hoje um sóbrio edifício, Nassau Hall teve um passado bastante agitado, particularmente durante o século XVIII.
Em 27 de agosto de 1776 o Congresso de Nova Jérsei reuniu-se pela primeira vez no Nassau Hall. O Exército Britânico, ou os Casacos Vermelhos, como é popularmente conhecido, tomou o controle do Nassau Hall em 1776, o que forçou os soldados americanos a atirarem contra seu próprio prédio, à 3 de janeiro de 1777, durante o que ficou conhecido como Batalha de Princeton. Três tiros de canhão foram disparados, mas apenas dois projéteis atingiram o alvo. Um resvalou na parte sul do prédio, causando um dano que pode ser visto até hoje. Um outro projétil atravessou a janela de uma das salas e "decapitou" o retrato do rei George III do Reino Unido. O resultado da batalha foi uma vitória decisiva para os americanos, que retomaram o Nassau Hall.
O Congresso Continental reuniu-se no Nassau Hall por um pouco mais de quatro meses (de 30 de junho de 1783 à 4 de novembro de 1783). O local ordinário de reunião do Congresso, na Filadélfia, no Estado da Pensilvânia, teve de ser temporariamente desocupado devido a uma rebelião entre os soldados americanos.
O local foi designado, em 15 de outubro de 1966, um edifício do Registro Nacional de Lugares Históricos bem como, em 9 de outubro de 1960, um Marco Histórico Nacional.